# Пишон, Стефан
Стефан Пишон (фр. Stéphen Pichon, 10 августа 1857, Арне-ле-Дюк, Бургундия, Франция — 18 сентября 1933, Вер-и-Монтань, Франция) — французский политический деятель Третьей Республики. Он был французским посланником в Китае (1897—1900), включая период Боксёрского восстания. Генеральный резидент в Тунисе с 27 декабря 1901 по 7 февраля 1907. Партнер Жоржа Клемансо, он служил несколько раз, в двух кабинетах Клемансо и в первом, втором и четвёртом кабинетах Аристида Бриана министром иностранных дел, роль, в которой он показал себя дружественным, но не особенно эффективным. Наиболее известен своей деятельностью во время второго кабинета Клемансо — в период окончания Первой мировой войны и Парижской мирной конференции 1919 года, но, подобно большинству других министров иностранных дел на конференции, Пишон находился в стороне от обсуждения и принятия главных решений, подчиняясь во всём своему главе правительства.